# لاردیراگو
لاردیراگو (به ایتالیایی: Lardirago) یک کومونه در ایتالیا است که در استان پاویا واقع شده‌است.

## خصوصیات
لاردیراگو ۵٫۳۴ کیلومترمربع مساحت و ۱٬۲۲۷ نفر جمعیت دارد و ۸۳ متر بالاتر از سطح دریا واقع شده‌است.